# Ignacio de Posadas
Ignacio de Posadas Montero (Montevideo, 15 de enero de 1944) es un abogado y político uruguayo, perteneciente al Partido Nacional. 

## Familia
Hijo del abogado y político Gervasio de Posadas Belgrano (descendiente del patricio argentino Gervasio Antonio de Posadas) y de María Elena Montero. Durante su infancia residió en el predio que actualmente ocupa el Parque Posadas.
Casado con María Magdalena Secco de Souza, es padre de cuatro hijos.

## Carrera
Graduado como abogado en la Universidad de la República en 1973. Estudió economía y filosofía en universidades de Estados Unidos de América y Canadá. Realizó asimismo estudios teológicos, haciendo incluso el noviciado en la Compañía de Jesús. 

### Actuación en política
Inició su actividad política en 1969, a poco de regresar al país de sus estudios en EE. UU., incorporándose al Movimiento Por la Patria, que lideraba Wilson Ferreira Aldunate. Integró la Comisión de Hacienda del sector y luego de las elecciones de 1971 presidió la Comisión de Hacienda de la Editorial Por la Patria. La noche del golpe de Estado (junio del 73), condujo a Wilson y a su señora desde el Palacio Legislativo en el comienzo de su camino al exilio. Electo Convencional por la lista ACF en las internas de  1982, acompañó la fórmula Zumarán-Aguirre en las nacionales de 1984. Militante del sector herrerista del Partido Nacional, en las elecciones de 1989 fue elegido senador por su partido. Dos años después, a comienzos de 1992, el presidente Luis Alberto Lacalle lo designó Ministro de Economía y Finanzas, ocupando el cargo hasta febrero de 1995. 
De Posadas defendió, durante los tres años en que desempeñó el cargo, posturas liberales, impulsando la apertura de la economía y la desmonopolización y privatización de los servicios públicos brindados por el Estado. Sin embargo, esta orientación de la política económica sufrió un importante golpe cuando varias disposiciones de la Ley N.º 16.211, aprobada en octubre de 1991, y llamada Ley de Empresas Públicas, que representaba un paso clave del gobierno en esa dirección, fueron dejadas sin efecto por la ciudadanía en un referéndum convocado a iniciativa de sectores sociales y políticos opuestos a estas medidas. No obstante, el Poder Ejecutivo logró hacer aprobar algunas medidas de liberalización de la economía y de reducción del papel del Estado en la misma, como la Ley de Puertos,la desmonopolización de alcoholes y de los seguros, aprobada en 1993. Durante sus años como legislador, Posadas fue autor o coautor de numerosas piezas legislativas, entre ellas: la ley de empresas públicas, las de desmonopolizaciones, de Puertos, creación de Fundaciones, Mercado de Valores, Fondos de Inversión y otras.
En las elecciones de 1994, de Posadas conquistó nuevamente un escaño en el Senado; cámara que vicepresidió en 1996. Sin embargo, renunció a su banca al cabo de dos años y medio de legislatura, (siendo sustituido por Guillermo García Costa) y durante unos años se alejó de la política activa, si bien más de una vez su nombre sonó como posible precandidato presidencial.
A fines de septiembre de 2008, Posadas lanzó la agrupación Concordia Nacional en el seno de Unidad Nacional, acompañado por Gonzalo Aguirre, Ana Lía Piñeyrúa y Luis Ituño, en apoyo a la precandidatura de Luis Alberto Lacalle de cara a las elecciones internas de 2009. Su nombre sonó como candidato a ocupar un cargo ministerial en el caso de que Luis Alberto Lacalle accediera al sillón presidencial.
En ocasión de las investigaciones sobre el llamado Lavajato, en Brasil, surgieron acusaciones periodísticas de que el Estudio Posadas, Posadas & Vecino, (del que Ignacio Posadas se retiró hace algunos años),  habría colaborado con bancos de inversión que recibieron colocaciones de dos involucrados. Las investigaciones no arrojaron acusaciones contra el  Estudio .

### Actividad privada
Ignacio de Posadas ha sido consultor en temas económicos de muchos medios e incluso sectores políticos. Integró el directorio de Merrill Lynch (1980-1989; 1995-); integró los directorios de Montevideo Refrescos S.A. (Coca-Cola) (1986-1990 y 1995-1999); Mosca Hnos. (1997-1999); Devoto Hnos. (1998-2000); Fundación de la Universidad Católica del Uruguay (1988-1992) y del Instituto Anglo-Uruguayo (1985-1992); además presidió Ciba Geigy Uruguay S.A. (1987-1992) y preside la empresa Julio César Lestido S.A.
Fue también socio del estudio jurídico Posadas, Posadas & Vecino, fundado en la década de los veinte, con oficinas en Montevideo, Zonamerica, Punta del Este, Panamá y Ginebra  y profesor de Ciencia Política en la Facultad de Derecho de la U Católica.
Se desempeña como columnista en el diario El País, donde opina sobre temas de actualidad política y económica y es autor de varios libros, sobre temas jurídicos y políticos Ha sido nombrado Profesor Emérito por la Universidad Católica del Uruguay, donde fue profesor de Ciencia Política durante muchos años y en noviembre de 2022, Académico de Honor por la Academia Nacional de Economía.
Posadas fue también fundador y  Presidente de la Fundación "Niños con Alas" que apoya escuelas primarias en áreas marginadas de Montevideo e integra la Comisión Asesora Económica de la Arquidiócesis de Montevideo y la Academia Nacional de Economía

## Obras
Mercado de Valores, 1998
Fundaciones,  1999
Manual de Ciencia Política, ed U Católica. 2000
Sistema Tributario Uruguayo, U Católica, 2004
Desde La Pluma, Arca, 2013
Al Rescate  de Un Liberalismo Perdido, U Católica, 2019 (editado en España, 2024)
Te Acordás Hermano? ed. Planeta, 2021
Al Rescate de una Democracia Incomprendida, ed Planeta, 2023
Sin Temor a Equivocarme, ed Planeta, 2024
| Predecesor: Enrique Braga | Ministro de Economía y Finanzas 1992-1995 | Sucesor: Daniel Hugo Martins |